# Restaurace Tchung-č’
Restaurace Tchung-č’ (čínsky v českém přepisu Tchung-č’ Čung-sing, pchin-jinem Tóngzhì Zhōngxīng, znaky zjednodušené 同治中兴, tradiční 同治中興; asi 1860–1874) byl pokus o zastavení úpadku dynastie Čching obnovením tradičního řádu. Tvrdá realita opiové války, nerovné smlouvy a masové povstání Tchaj-pchingů v polovině 19. století způsobily, že představitelé Čchingů uznali potřebu posílit Čínu. Restaurace Tchung-č’ byla pojmenována po císaři éry Tchung-č’ (vládl 1861–1875) a byla konstruována matkou mladého císaře (později císařovnou vdovou) Cch’-si (1835–1908). Restaurace, která aplikovala „praktické znalosti“ a zároveň znovu zdůrazňovala starou mentalitu, však nebyla skutečným programem modernizace. Akademici jsou rozděleni, zda restaurace Tchung-č’ zastavila dynastický úpadek, nebo jej pouze oddálila.

## Hnutí za sebeposílení
Restaurace Tchung-č’ byla přímým výsledkem hnutí za sebeposílení vedeného státníky Ceng Kuo-fanem (曾国藩) a Li Chung-čangem (李鸿章) s cílem obnovit vládu a zlepšit kulturní a ekonomické podmínky. Jedním z úspěchů hnutí bylo založení zahraniční kanceláře pro diplomacii (Cung-li ja-men) v roce 1861. V roce 1862 byly založeny cizojazyčné školy v angličtině a francouzštině, ale bylo poměrně málo studentů, protože mladí studenti se raději ponořili do přípravy na zkoušku z konfuciánství. Zbrojovky byly založeny v roce 1865 (v Nankingu) a 1867 a námořní loděnice v roce 1866. Jejich produkty si vedly velmi špatně ve válkách proti evropským mocnostem, ale vládě poskytly převahu proti povstáním rolníků. V roce 1870 byla založena továrna na parní stroje a od roku 1872 byli studenti posíláni na další  vzdělávání do Spojených států. V roce 1877 byly otevřeny uhelné doly. Podle profesora Immanuela C.Y. Hsua byly reformy povrchní a většinou se omezovaly na výzbroj a strojní zařízení. Nebyl zde žádný pokus o využití západních myšlenek nebo metod, modernizace byla povrchní, aniž by se dosáhlo pokroku v industrializaci. Ve válkách s Francií a Japonskem, kde byli Čchingové poraženi, se ukázalo, že se Čína nedokáže bránit. Reformy byly špatně organizované a s neefektivním řízením ze strany císařského dvora provinční úřady nedokázali reagovat na situaci.